# Toroczkai Oszvald
Toroczkai Oszvald (vagy Toroczkay) (Brassó, 1884. július 20. – Budapest, 1951. október 27.) magyar festő. 

## Életpályája
Székely Bertalan és Révész Imre alatt végzett rajztanár-képzőt Budapesten. Ezután több nyáron át Máramarosszigeten Hollósy Simon tanítványa volt. 1906-tól a debreceni városi ipariskolában tanított. Első kiállítását 1909-ben rendezték a budapesti Műcsarnokban. Ezt újabb kiállítások követték. A második világháború után a Magyar Képzőművészek Szabad Szakszervezete vidéki titkára, a Művészeti Dolgozók Szakszervezetének elnökségi tagja volt. 
Több műve a debreceni Déri Múzeumban található.